# Tethyshadros
Tethyshadros là một chi khủng long, được Dalla Vecchia mô tả khoa học năm 2009.